# Sailly (Saône-et-Loire)
Sailly ist eine französische Gemeinde mit 70 Einwohnern (Stand: 1. Januar 2022) im Département Saône-et-Loire in der Region Bourgogne-Franche-Comté (vor 2016 Bourgogne). Die Gemeinde gehört zum Arrondissement Mâcon und zum Kanton Cluny (bis 2015: Kanton Saint-Gengoux-le-National).

## Geografie
Sailly liegt etwa 35 Kilometer nordwestlich von Mâcon und etwa 32 Kilometer südwestlich von Chalon-sur-Saône.
Nachbargemeinden von Sailly sind Sigy-le-Châtel im Norden, Bonnay im Nordosten, Salornay-sur-Guye im Osten und Südosten, Chérizet im Süden, Saint-André-le-Désert im Süden und Südwesten, Saint-Martin-de-Salencey im Südwesten sowie Passy im Westen.

## Bevölkerungsentwicklung
| Jahr                      | 1962 | 1968 | 1975 | 1982 | 1990 | 1999 | 2006 | 2011 | 2016 |
| Einwohner                 | 103  | 97   | 91   | 83   | 80   | 70   | 82   | 76   | 90   |
| Quelle: Cassini und INSEE |      |      |      |      |      |      |      |      |      |

## Sehenswürdigkeiten
- Kirche aus dem 19. Jahrhundert
- Schloss Sailly, im 19. Jahrhundert rekonstruiert

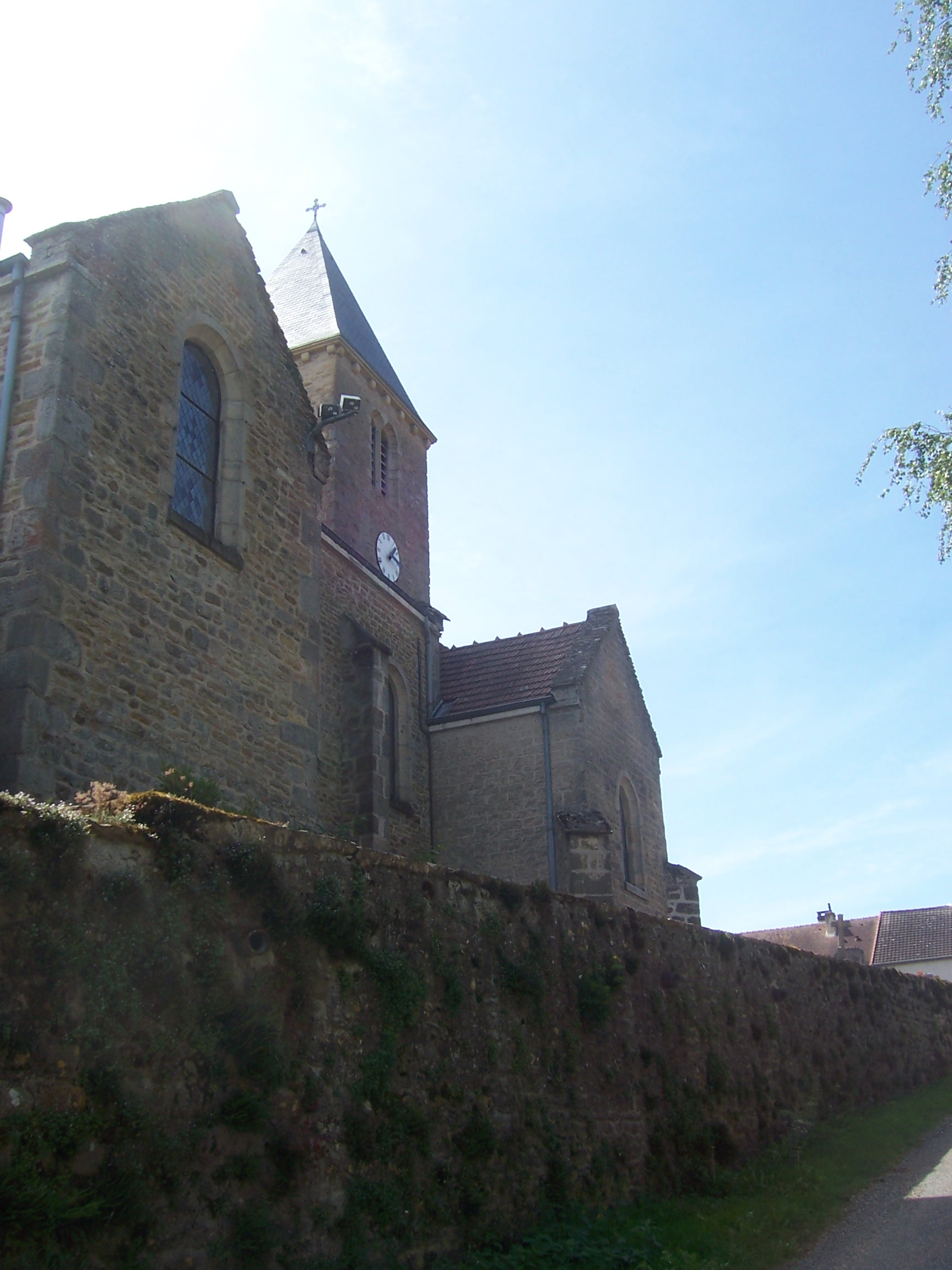
Kirche

- Ruinen von Essardgornes